# Hermann Basse

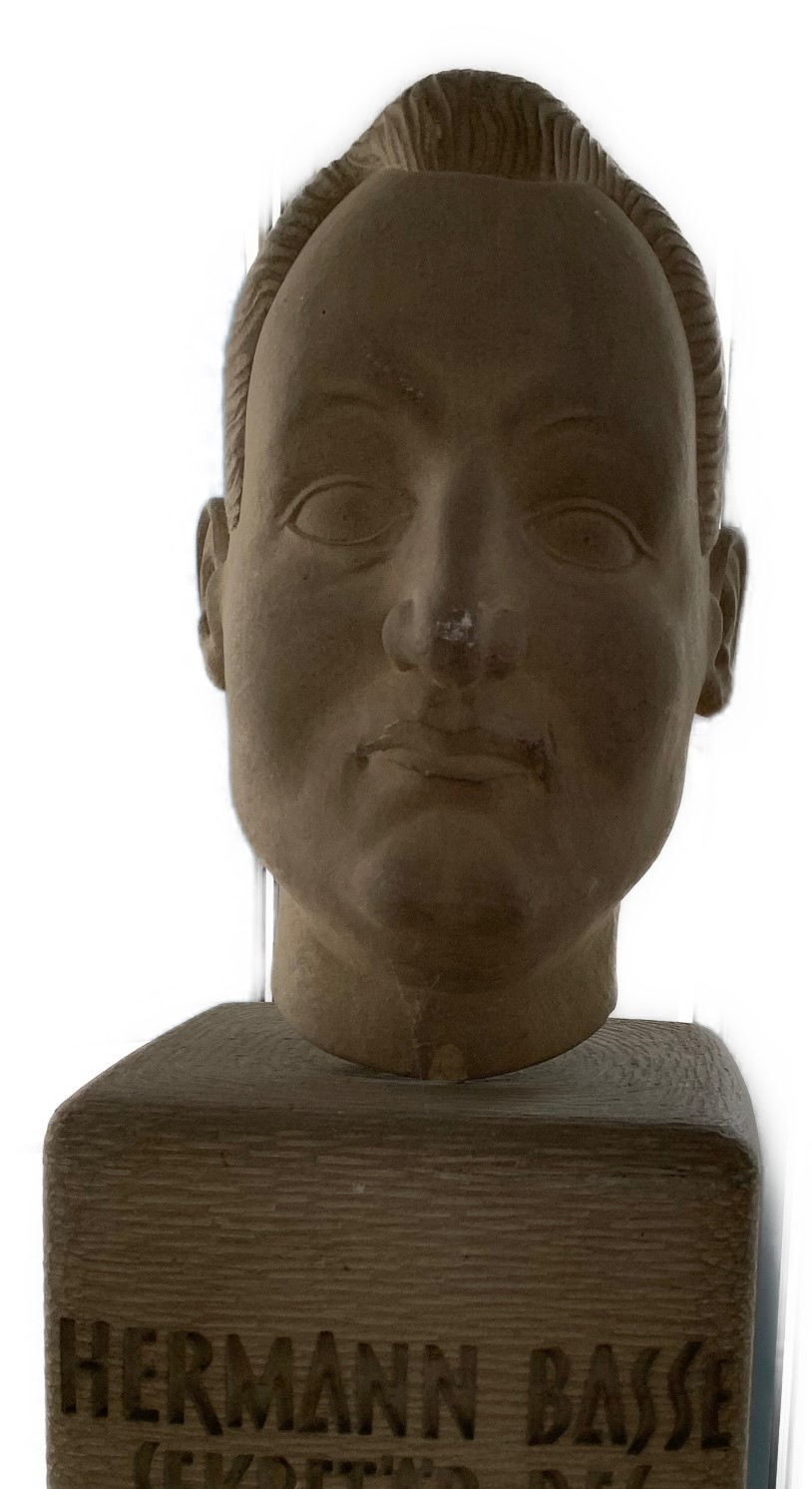
Porträt von Herrmann Basse, im Foyer des Gewerkschaftshauses in Braunschweig (2023)

Hermann Basse (* 24. August 1882 in Braunschweig; † 1. Juli 1933 ebenda) war ein deutscher Politiker (USPD, SPD).

## Leben und Wirken

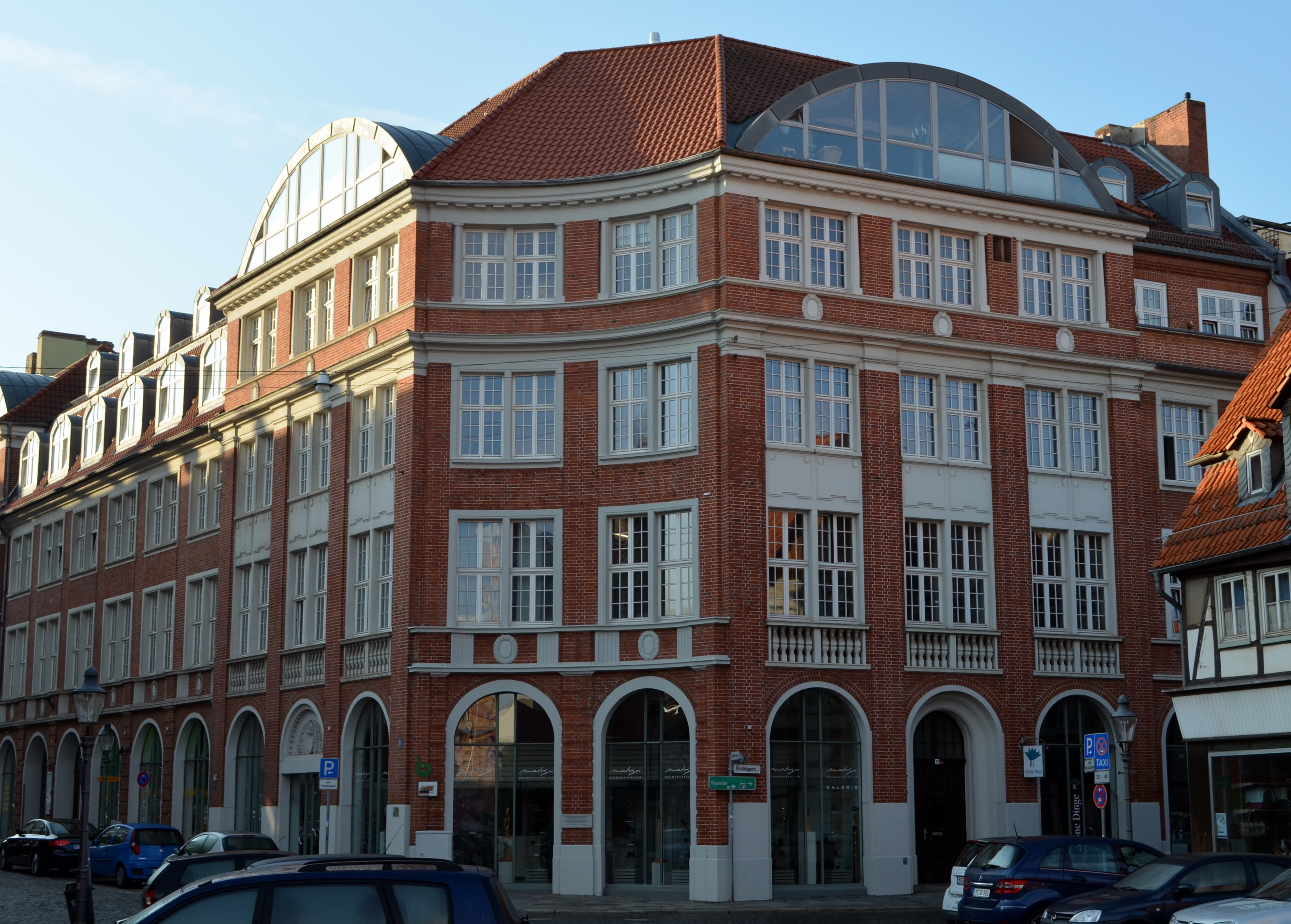
Das Braunschweiger Volksfreundhaus oder „Rote Schloss“, 2011

Nach dem Besuch der Volksschule und seiner Lehre in Braunschweig arbeitete Basse als Tischlergeselle bei der Eisenbahn. 1918 trat er der USPD bei, von 1919 bis 1933 war er hauptamtlicher Geschäftsführer des Einheitsverbandes der Eisenbahner Deutschlands und Vorstandsmitglied des örtlichen Beamtenausschusses in Braunschweig. Von 1920 bis 1922 war er Mitglied des Braunschweigischen Landtages. 1922 trat er wie die Mehrheit der USPD-Mitglieder zur SPD über. Basse kandidierte 1924 im Wahlkreis 16 (Südhannover–Braunschweig) für den Reichstag. Zudem war er bereits in der Weimarer Republik aufgrund seiner Mitgliedschaft in der Eisernen Front und im Reichsbanner Schwarz-Rot-Gold als aktiver Gegner der Nationalsozialisten bekannt. Zeitweise war er auch Mitglied des Stadtrates von Braunschweig.
Wie viele andere Braunschweiger Arbeiterfunktionäre wurde Hermann Basse 1933 im „Roten Schloss“ an der Braunschweiger Schloßstraße von der SA verhört und schwer misshandelt. Als er aus einem Fenster im zweiten Stock gestürzt wurde, erlitt er tödliche Verletzungen. Er wurde auf dem städtischen Urnenfriedhof bestattet.
Nach Ende des Zweiten Weltkriegs wurde eine Straße in den Braunschweiger Schuntersiedlung zu seinen Ehren Bassestraße genannt.